# Mentzelia nuda
Mentzelia nuda är en brännreveväxtart som först beskrevs av Frederick Traugott Pursh, och fick sitt nu gällande namn av John Torrey och Gray. Mentzelia nuda ingår i släktet Mentzelia och familjen brännreveväxter. Utöver nominatformen finns också underarten M. n. stricta.